# Liste des changements territoriaux en Europe aux XXe et XXIe siècles
Cette liste présente tous les changements de frontières, de souveraineté sur un territoire, ou les indépendances acquises par des États en Europe durant les XXe et XXIe siècles.

## Années 1900
- 7 juin 1905 : Rupture de l'union personnelle entre la Suède et la Norvège. La Norvège devient indépendante.
- 5 octobre 1908 : 
  - Annexion de la Bosnie-Herzégovine par l'Autriche-Hongrie.
  - Indépendance de la Bulgarie par rapport à l'Empire ottoman.
- 26 février 1909 : Fin de l'occupation par l'Autriche-Hongrie du sandjak de Novi Pazar restitué à l'Empire ottoman.

## Années 1910
- 28 novembre 1912 : Indépendance de l'Albanie par rapport à l'Empire ottoman.
- 30 mai 1913 : Le traité de Londres met fin à la Première Guerre balkanique : 
  - L'Empire ottoman perd toutes ses possessions dans les Balkans, à l'exception des territoires à l'Est de la ligne Énos-Midia. Ces territoires sont partagés entre la Grèce, la Serbie, la Bulgarie et le Monténégro; mais les frontières ne sont pas définies, ce qui provoquera la Deuxième Guerre balkanique.
  - L'indépendance de l'Albanie est définitivement reconnue.
- 10 août 1913 : Le traité de Bucarest met fin à la Seconde Guerre balkanique :
  - La Bulgarie, vaincue, perd une partie de ses territoires acquis au traité de Londres (Macédoine) mais conserve la Thrace Occidentale. Elle cède également à la Roumanie le Dobroudja du Sud qui lui appartenait avant le traité de Londres.
  - La Serbie reçoit le nord de la Macédoine et partage le Sandjak de Novipazar avec le Monténégro.
  - La Grèce reçoit quant à elle le Sud de la Macédoine, avec Salonique, ainsi que les îles de la mer Égée et la Crète, cédées par l'Empire ottoman.
- 29 septembre 1913 : Traité de Constantinople qui définit la frontière bulgaro-ottomane. L'Empire ottoman récupère les villes d'Andrinople, de Kirk Kilissé et de Demotica.
- 17 décembre 1913 : Traité de Florence qui définit la frontière albano-grecque. L'Épire du Nord (où vit une forte minorité grecque), occupée par les Grecs depuis la Seconde Guerre balkanique, est rétrocédée à l'Albanie.
- 1er décembre 1918 : Indépendance de l'Islande, Création de la Yougoslavie (sous la forme du Royaume des Serbes, Croates et Slovènes).
- 1er décembre 1918 et jours suivants : dislocation de fait de l'Autriche-Hongrie, les comités nationaux des différents peuples de l'Empire proclament leurs indépendances (Tchèques et Slovaques, Polonais, Ukrainiens) ou leur union aux pays voisins dont ils étaient culturellement proches (Allemands d'Autriche et de Bohême, Italiens, Slovènes, Croates, Serbes, Roumains) ; Allemands et Ukrainiens n'obtiendront pas satisfaction au Traité de Saint-Germain.
- 21 janvier 1919 : Déclaration d'indépendance de l'Irlande.
- 28 juin 1919 : Traité de Versailles qui conclut la Première Guerre mondiale. 
  - La Pologne et la Tchécoslovaquie sont créés sur des territoires jusque-là allemands, austro-hongrois et russes.
  - L'Allemagne perd l'Alsace-Lorraine au profit de la France, les cantons d'Eupen et de Malmedy au profit de la Belgique, la partie peuplée de Danois du Schleswig au profit du Danemark, et la région de Hlučín (Haute-Silésie) au profit de la Tchécoslovaquie.
  - La province de Posnanie et la province de Prusse-Occidentale sont cédées par l'Allemagne à la Pologne, ce qui sépare la province de Prusse-Orientale du reste du pays.
  - Dantzig devient une ville libre sous contrôle de la SDN.
  - La Sarre et le territoire de Memel sont placés sous le contrôle de la Société des Nations et la Ruhr est occupée, tandis que la rive gauche du Rhin est démilitarisée.
- 10 septembre 1919 : Traité de Saint-Germain-en-Laye qui consacre le démembrement de l'Autriche-Hongrie. L'Autriche et la Hongrie sont réduits à deux petits États et perdent leurs territoires peuplés d'autres nationalités (dans le sens d'ethnies) :
  - La Tchécoslovaquie est créée à la suite de la demande des Tchèques et des Slovaques. Toutefois, une importante minorité allemande (les Sudètes) y est incorporée.
  - Les Polonais obtiennent le droit d'intégrer la Galicie dans leur nouvel État.
  - L'union de la Serbie, du Monténégro et des anciens territoires slaves méridionaux (Serbes, Croates et Slovènes) de l'Autriche-Hongrie forme le Royaume des Serbes, Croates et Slovènes (future Yougoslavie).
  - L'union du Vieux Royaume et des territoires peuplés majoritairement de Roumains : Transylvanie, Banat, Maramureș et Bucovine, jusque-là austro-hongrois, et Bessarabie moldave, jusque-là dans l'Empire russe, forme la « Grande Roumanie ».
  - Le Burgenland, territoire hongrois à majorité germanophone, est cédé à l'Autriche.
  - L'Italie reçoit le Trentin et le Haut-Adige (bien que celui-ci soit peuplé d'Allemands), ainsi que Trieste, la marche julienne, l'Istrie et les îles de Cres et de Lošinj ainsi que quelques petites îles dans les alentours.
  - Le sort de Rijeka (Fiume) n'est pas réglé et elle devient ville libre.
- 27 novembre 1919 : Traité de Neuilly qui redéfinit les frontières de la Bulgarie qui avait participé à la Première Guerre mondiale aux côtés des Empires centraux. Celle-ci est obligée de céder, à l'ouest, les districts de Stroumitsa, Tsaribrod, Timok et Bosilegrad au nouveau Royaume des Serbes, Croates et Slovènes; et au sud, la Thrace occidentale à la Grèce, privant ainsi la Bulgarie d'un débouché sur la mer Égée.

## Années 1920
- 9 février 1920 : la souveraineté norvégienne sur l’archipel du Svalbard est reconnue.
- 10 février et 14 mars 1920 : le nord du Schleswig-Holstein est réuni au Danemark après deux référendums.
- 4 juin 1920 : Traité de Trianon définissant les frontières de la Hongrie, devenue indépendante, après la Première Guerre mondiale : elle doit céder une grande partie de son territoire à la Tchécoslovaquie, la Roumanie, la Yougoslavie et l'Autriche.
- 10 août 1920 : Traité de Sèvres. L'Empire ottoman doit céder toute la Thrace orientale (sauf Constantinople) à la Grèce ainsi que les îles d’Imbros et Ténédos, qu'elle occupait déjà depuis 1919.
- 14 octobre 1920 : Traité de Tartu entre la Finlande et la RSFS de Russie au sujet de leur frontière. La région de Petsamo revient à la Finlande et les régions de Repola et Porajärvi (Suojärvi) reviennent à la RSFS de Russie.
- 12 novembre 1920 : Traité de Rapallo entre la Yougoslavie et l'Italie. L'Italie reçoit les îles de Lastovo, Pelagia et la ville de Zadar (Zara). Fiume devient une ville libre.
- 8 mars 1921 : après un plébiscite, l'Allemagne cède un tiers de la Haute-Silésie à la Pologne.
- 18 mars 1921 : paix de Riga entre la Russie soviétique et la Pologne : cette dernière y gagne de vastes territoires en Ukraine et en Biélorussie, dont la ville de Lwów.
- 18 avril 1922 : la Pologne annexe l'éphémère république de Lituanie centrale et y gagne Vilnius.
- 24 juillet 1923 : Traité de Lausanne. La Turquie récupère la Thrace orientale et les îles d'Imbros et Ténédos qui avaient été cédées par l'Empire ottoman.
- 27 janvier 1924 : Traité de Rome (1924) entre l'Italie et la Yougoslavie. Fiume est annexée par l'Italie tandis que son arrière-pays revient à la Yougoslavie.
- 8 mai 1924 : le territoire de Memel est rattaché à la Lituanie.
- 7 juin 1929 : ratification des accords du Latran, réglant la  « question romaine », et conduisant à la création de la cité du Vatican.

## Années 1930
- 13 janvier 1935 : Après plébiscite, le Territoire du Bassin de la Sarre réintègre l'Allemagne.
- 7 mars 1936 : L'Allemagne réoccupe militairement la Rhénanie.
- 13 mars 1938 : L'Allemagne annexe l'Autriche lors de l'Anschluss.
- 25 avril 1938 : Signature du Traité commercial anglo-irlandais (en), prévoyant entre autres la rétrocession des trois ports du Traité à l'Irlande.
- 30 septembre 1938 :
  - L'Allemagne annexe la région des Sudètes le long de la frontière avec la Tchécoslovaquie.
  - La Pologne annexe la région de Teschen en Tchécoslovaquie.
- 2 novembre 1938 : La Hongrie annexe le sud de la Slovaquie.
- 15 mars 1939 : L'Allemagne occupe le reste de la Tchéquie qui devient un protectorat (protectorat de Bohême-Moravie).
- 23 mars 1939 : 
  - L'Allemagne annexe le territoire de Memel.
  - La Hongrie occupe la Ruthénie subcarpatique, ancien territoire tchécoslovaque qui avait proclamé son indépendance le 14 mars 1939.
- 12 avril 1939 : L'Italie envahit et annexe l'Albanie.
- 1er septembre 1939 : L'Allemagne envahit la Pologne occidentale.
- 17 septembre 1939 : L'URSS envahit la Pologne orientale.
- 30 septembre 1939 : L'URSS annexe la Pologne orientale.
- 12 octobre 1939 : L'Allemagne annexe la Pologne occidentale et transforme le centre du pays en un « Gouvernement général ».

## Années 1940
- 13 mars 1940 : L'URSS annexe, à l'issue de la Guerre d'Hiver, la Carélie et d'autres territoires au détriment de la Finlande.
- 14 juin 1940 : L'URSS occupe et annexe les trois pays baltes (Estonie, Lettonie et Lituanie).
- 22 juin 1940 : L'Allemagne annexe de fait l'Alsace et la Moselle au détriment de la France de Vichy.
- 28 juin 1940 : L'URSS envahit et annexe la Bessarabie, la Bucovine du Nord et Hertsa au détriment de la Roumanie.
- 30 août 1940 : La Hongrie occupe et annexe la Transylvanie du Nord au détriment de la Roumanie.
- 7 septembre 1940 : La Dobroudja du Sud est rendue par la Roumanie à la Bulgarie par les accords de Craiova.
- 30 avril 1941 : La Yougoslavie est démantelée :
  - l'Allemagne occupe et administre le nord de la Slovénie (sauf la Pomurie) et le Banat serbe (le nord de la Slovénie est annexé au Reich) ;
  - l'Italie occupe, administre et annexe en partie le sud de la Slovénie, des îles dalmates, le Monténégro et le sud-ouest du Kosovo (rattaché à l'Albanie italienne) ;
  - la Hongrie occupe et annexe la Batchka et la Pomurie ;
  - la Bulgarie occupe et annexe la Macédoine serbe et d'autres territoires frontaliers ;
  - la Croatie et la Bosnie-Herzégovine deviennent un état-fantoche satellite du Reich ;
  - la Serbie (moins le Banat serbe et le sud-ouest du Kosovo) est occupée par la Wehrmacht et administrée par un gouvernement collaborateur.
- 15 mai 1945 : La Yougoslavie est reconstituée.
- 29 juin 1945 : La Tchécoslovaquie est reconstituée mais sans la Ruthénie subcarpatique cédée à l'URSS, cession confirmée par le traité de Paris du 10 février 1947.
- 10 février 1947 : Le traité de Paris officialise une série de changements territoriaux en Europe après la Seconde Guerre mondiale ; entre-autres, les gains territoriaux de l'URSS après la Guerre d'Hiver et par le pacte germano-soviétique sont confirmés au détriment de la Finlande, de la Pologne, de la Tchécoslovaquie et de la Roumanie, mais pas l'annexion par l'URSS des trois pays baltes :
  - La Finlande doit céder la région de Petsamo à l'URSS.
  - L'Italie perd l'Istrie, Zadar et une partie de la Vénétie julienne au profit de la Yougoslavie.
  - Trieste devient un territoire neutre coupé en deux zones : la zone A avec Trieste, occupée par les Anglo-américains, et la zone B, occupée par les Yougoslaves.
  - La frontière franco-italienne est modifiée sur plusieurs points (notamment au niveau de la Tende et de La Brigue) au profit de la France.
  - L'Italie cède le Dodécanèse à la Grèce.
  - La Roumanie récupère la Transylvanie du Nord sur la Hongrie mais cède la Bessarabie, la Bucovine du Nord et Hertsa à l'URSS.
  - La Hongrie est ramenée à ses frontières de 1938 (moins 3 villages dans le Gyor-Moson-Sopron transférés à la Tchécoslovaquie).
  - La Bulgarie conserve la Dobroudja du Sud, rendue par la Roumanie en 1940.
- 15 décembre 1947 : La Sarre est détachée de la zone française d'occupation en Allemagne pour devenir un État sous protectorat français.
- 23 mai 1948 : La Roumanie doit céder l'Île des Serpents (Mer Noire, et quelques autres sur le Danube) à l'URSS.
- De fait les frontières allemandes sont, depuis 1945, ramenées à l'Ouest et au Sud (restauration de l'Autriche) au tracé d'avant 1938, et à l'Est fixées sur la ligne Oder-Neisse : elles seront officialisées par :
  - La création de la RFA le 24 mai 1949 à partir des zones d'occupation américaine, britannique et française.
  - La création de la RDA le 7 octobre 1949 à partir de la zone d'occupation soviétique.
  - La reconnaissance de l'appartenance à l'URSS de la Prusse-Orientale du Nord (oblast de Kaliningrad).

## Années 1950
- 15 février 1951 : Échange de territoires entre la Pologne et l'Union Soviétique.
- 6 octobre 1954 : La majeure partie de la zone A de Trieste est rattachée à l'Italie ; le reste de la zone A et la zone B à la Yougoslavie.
- 27 juillet 1955 : Fin de l'occupation alliée en Autriche.
- 24 septembre 1956 : Échange de territoires entre la Belgique et l'Allemagne.
- 1er janvier 1957 : Rattachement de la Sarre à la RFA.

## Années 1960
- 16 août 1960 : Indépendance de Chypre, à l'exception des bases restées britanniques d'Akrotiri et Dhekelia
- 21 septembre 1964 : Indépendance de Malte.

## Années 1970
- 20 juillet 1974 : invasion de Chypre par l'armée turque, conduisant de facto à la séparation du pays. L'île est séparée en deux entités. Le 13 février 1975 l'État fédéré turc de Chypre est proclamé dans la partie nord. La république turque de Chypre du Nord lui succède le 15 novembre 1983. Cette dernière est reconnue uniquement par la Turquie

## Années 1980
Aucun changement territorial à signaler.

## Années 1990
- 11 mars 1990 : Indépendance de la Lituanie.
- 4 mai 1990 : Indépendance de la Lettonie.
- 3 octobre 1990 : Réunification allemande. Disparition de la République démocratique allemande.
- 9 avril 1991 : Indépendance de la Géorgie.
- 25 juin 1991 : Indépendance de la Slovénie et de la Croatie ; dans cette dernière, des régions à majorité serbe, qui souhaitaient rester yougoslaves, s'en détachent de facto ce qui déclenche les guerres de Yougoslavie.
- 20 août 1991 : Indépendance de l'Estonie.
- 24 août 1991 : Indépendance de l'Ukraine.
- 25 août 1991 : Indépendance de la Biélorussie.
- 27 août 1991 : Indépendance de la Moldavie.
- 30 août 1991 : Indépendance de l'Azerbaïdjan.
- 8 septembre 1991 : Indépendance de la Macédoine.
- 21 septembre 1991 : Indépendance de l'Arménie.
- 26 décembre 1991 : L'URSS (15 républiques) se transforme en CEI (11 États) :  Russie, Biélorussie, Ukraine, Moldavie, Arménie, Azerbaïdjan, Kazakhstan, Kirghizistan, Ouzbékistan, Tadjikistan et Turkménistan ; les trois pays baltes et la Géorgie refusent de s'y joindre mais deux des trois régions autonomes de la Géorgie, à savoir l'Abkhazie et l'Ossétie du Sud, s'en détachent de facto et se placent sous la protection russe ; c'est aussi le cas de deux régions de Moldavie où les Moldaves sont moins de 50% : la Transnistrie et la Gagaouzie.
- 3 mars 1992 : Indépendance de la Bosnie-Herzégovine ; là aussi des régions à majorité serbe souhaitant rester yougoslaves, s'en détachent de facto et forment une république serbe de Bosnie.
- 1er janvier 1993 : La Tchécoslovaquie se sépare pacifiquement entre la Tchéquie et la Slovaquie.
- 25 décembre 1995 : la Turquie s'empare du petit archipel grec inhabité d'Imia (Dodécanèse) qu'elle revendique, mais les pressions de l'OTAN la contraignent à l'évacuer en janvier 1996.

## Années 2000
- 3 juin 2006 : disparition de la dernière version de la Yougoslavie par la séparation de la Serbie et du Monténégro.
- 17 février 2008 : indépendance du Kosovo (région autonome de la Serbie, à majorité albanaise), reconnue par 111 États de la communauté internationale contre 35.

## Années 2010
- 18 mars 2014 : rattachement de la république de Crimée et de Sébastopol (respectivement région autonome et ville d'Ukraine, à majorité russe) à la Russie, reconnu par 5 États membres des nations unies contre 187.
- 22 mai 2014 : rattachement de facto de la Novorussie à la Russie, non reconnu par la communauté internationale et sur un territoire encore imprécisément défini au sud-est de l'Ukraine.
- 1er janvier 2018 : échange de territoires entre la Belgique et les Pays-Bas dans la vallée de la Meuse entre Liège et Maastricht.

## Années 2020
- 30 septembre 2022 : annexion russe du sud et de l'est de l'Ukraine, à savoir les oblasts ukrainiens de Kherson, Zaporijjia, Donetsk, et Louhansk.